# Centreville (Mississippi)
Centreville é uma cidade  localizada no estado americano de Mississippi, no Condado de Amite e Condado de Wilkinson.

## Demografia
Segundo o censo americano de 2000, a sua população era de 1680 habitantes.
Em 2006, foi estimada uma população de 1574, um decréscimo de 106 (-6.3%).

## Geografia
De acordo com o United States Census Bureau tem uma área de
6,0 km², dos quais 6,0 km² cobertos por terra e 0,0 km² cobertos por água. Centreville localiza-se a aproximadamente 104 m acima do nível do mar.

## Localidades na vizinhança
O diagrama seguinte representa as localidades num raio de 24 km ao redor de Centreville.